# Elecciones al Senado de Camboya de 1999
El primer Senado del Reino de Camboya fue elegido por la Asamblea Nacional de Camboya, más dos senadores nombrados por el Rey, para su primer mandato, bajo la condición de que el siguiente Senado sería electo por los Concejales elegidos en las elecciones comunales (las primeras no se realizaron hasta 2002). El Partido Popular de Camboya (CPP), partido en el gobierno, obtuvo 31 escaños. El Funcinpec obtuvo 21, y el Partido Sam Rainsy 7. De los 61 senadores electos, tan solo 8 fueron mujeres.

## Senadores
| Partido | Partido                    | Senador                 |
| ------- | -------------------------- | ----------------------- |
|         | Designado por el Rey       | Keo Bun Thouk           |
|         | Designado por el Rey       | Iev Pannakar            |
|         | Partido Popular de Camboya | Chea Sim                |
|         | Partido Popular de Camboya | Ouk Bunchhoeun          |
|         | Partido Popular de Camboya | Chhang Song             |
|         | Partido Popular de Camboya | Chhea Thang             |
|         | Partido Popular de Camboya | Hang Chuon              |
|         | Partido Popular de Camboya | Chan Phin               |
|         | Partido Popular de Camboya | Ung Ty                  |
|         | Partido Popular de Camboya | Chhit Kimyeat           |
|         | Partido Popular de Camboya | Ty Borasy               |
|         | Partido Popular de Camboya | Mean Sam Ann            |
|         | Partido Popular de Camboya | Chhouk Chhim            |
|         | Partido Popular de Camboya | Tep Ngorn               |
|         | Partido Popular de Camboya | Sim Ka                  |
|         | Partido Popular de Camboya | Ros Sreng               |
|         | Partido Popular de Camboya | Rong Plamkesan          |
|         | Partido Popular de Camboya | Pou Savath              |
|         | Partido Popular de Camboya | Pel Nal                 |
|         | Partido Popular de Camboya | Sek Sam Iet             |
|         | Partido Popular de Camboya | Peng Path               |
|         | Partido Popular de Camboya | Boeuy Koeuk             |
|         | Partido Popular de Camboya | Kang Chan               |
|         | Partido Popular de Camboya | Soey Keo                |
|         | Partido Popular de Camboya | Keo San                 |
|         | Partido Popular de Camboya | Seen Song               |
|         | Partido Popular de Camboya | Ouk Prathna             |
|         | Partido Popular de Camboya | Chea Cheth              |
|         | Partido Popular de Camboya | Van Mad                 |
|         | Partido Popular de Camboya | Phay Siphan             |
|         | Partido Popular de Camboya | Pum Sichan              |
|         | Partido Popular de Camboya | Men Sarun               |
|         | Partido Popular de Camboya | Thong Chon              |
|         | Funcinpec                  | Khuon Frang             |
|         | Funcinpec                  | Khuon Phlayveth         |
|         | Funcinpec                  | Seng Oeurm              |
|         | Funcinpec                  | Kem Sokha               |
|         | Funcinpec                  | Sabu Bacha              |
|         | Funcinpec                  | Ung Sim                 |
|         | Funcinpec                  | Chea Peng Chheang       |
|         | Funcinpec                  | Khieu San               |
|         | Funcinpec                  | Khieu Suon              |
|         | Funcinpec                  | Men Maly                |
|         | Funcinpec                  | Sam Kanitha             |
|         | Funcinpec                  | Mech Somaly             |
|         | Funcinpec                  | Chhay Bornlay           |
|         | Funcinpec                  | Sin Po                  |
|         | Funcinpec                  | Prak Vanny              |
|         | Funcinpec                  | Sim Soly                |
|         | Funcinpec                  | Chea Kim                |
|         | Funcinpec                  | Yoeung Kim Aun          |
|         | Funcinpec                  | Has Saren               |
|         | Funcinpec                  | Sisowath Chivan Monirak |
|         | Funcinpec                  | Nhek Bun Chhay          |
|         | Partido Sam Rainsy         | Kong Korm               |
|         | Partido Sam Rainsy         | Meng Rita               |
|         | Partido Sam Rainsy         | Ouk Moeurn              |
|         | Partido Sam Rainsy         | Thach Setha             |
|         | Partido Sam Rainsy         | Ou Bun Long             |
|         | Partido Sam Rainsy         | Hut Try                 |
|         | Partido Sam Rainsy         | Chao Phally             |
| Fuente: |                            |                         |